# 徳川斉朝
徳川 斉朝（とくがわ なりとも）は、江戸時代後期の大名。尾張藩第10代藩主。官位は従二位・権大納言。

## 生涯
11代将軍・徳川家斉の弟で一橋徳川家嫡子だった徳川治国の長男として誕生した。母は二条治孝の娘・乗蓮院。幼名は愷千代（やすちよ）。父・治国は斉朝が生まれる前に没しており、叔父（治国の弟）の斉敦が代わって一橋家嫡子となっていた。寛政8年（1796年）1月、斉敦の養子となる。
寛政10年（1798年）4月13日、尾張藩9代藩主・徳川宗睦の養子となる。寛政11年（1799年）9月11日、伯父で将軍の家斉より偏諱を受けて斉朝と名乗り、同年12月20日に宗睦が亡くなったのに伴い、家督を相続した。なお、宗睦の死去により、尾張徳川家は徳川義直以来の男系の血統が断絶した。幼少の藩主斉朝に代わり、藩政は成瀬正典を中心に動かされた。ただし、斉朝の成人後も成瀬は実権を握り続けた。また、成瀬は紀州や水戸の付家老とも連携してその地位拡大に邁進する。
斉朝は官位昇進などにおいては、将軍の縁者ということもあって異例の速さで遂げている。斉朝自身は宗睦のように有能ではなかったが、家臣からの封書による政策提言を受けつける制度を先代から継承して実施したほか、藩校・明倫堂の学制改革、文化2年（1805年）12月には倹約令を出した。文政2年（1819年）12月には、農民や商人からの借金について藩士は全て無利子かつ50年賦の返済とし、藩からの拝借金も下賜し、返済終了の藩士からは拝借金の戻し入れを行い、藩財政の再建を目指している。借金対策については、藩士には好評で歓迎されたが、負担を受けた債務者は藩の領民であった。しかし、これらはあまり効果がなかった。文政10年（1827年）8月15日、家督を斉温（家斉の十九男で従弟にあたる）に譲って35歳で隠居した。以後、名古屋で23年間にわたる隠居生活を送った。
次代の斉温が一度も尾張入りしなかったため、その後も「大殿」として隠然たる力を持ったという。ただし、天保7年（1836年）、養子斉温の結婚のために上洛する江戸詰の付家老成瀬正住が、名古屋の斉朝を無視して犬山城に入るという情報に激怒している。結局、成瀬は斉朝に伺候するに至った。また、天保10年（1839年）の斉温の没後、斉荘（家斉の十一男、斉温の兄）を新藩主に迎えるにあたって、幕府は成瀬正住らとの交渉で事を運び、隠居の斉朝にまったく相談はなかった。
嘉永3年（1850年）2月、化膿性炎症を原因として病に倒れ、同年3月晦日に死去した。享年58。法号は天慈院殿恩誉春和源順大居士。墓所は名古屋市東区筒井の建中寺。

## 官職および位階等の履歴
※日付＝旧暦
- 1796年（寛政8年）1月25日、一橋徳川斉敦の養子となる。
- 1798年（寛政10年）4月13日、尾張国名古屋藩主徳川宗睦の養子となる。
- 1799年（寛政11年）9月11日、元服し、将軍徳川家斉の偏諱を授かり、斉朝と名乗る。従三位に叙し、右近衛権中将に任官し、右兵衛督を兼任。
- 1800年（寛政12年）1月27日、尾張国名古屋藩主となる。
- 1806年（文化3年）12月2日、参議に補任。
- 1808年（文化5年）12月1日、権中納言に転任。
- 1827年（文政10年）8月15日、藩主を辞め、隠居する。
- 1835年（天保6年）、従二位に昇叙し、権大納言に転任。
- 1839年（天保10年）12月1日、正二位に昇叙。権大納言如元。

## 系譜
- 父：徳川治国
- 母：乗蓮院 ー 二条治孝の娘
- 養父：徳川斉敦（一橋家）
- 養父：徳川宗睦（尾張家）
- 正室：清湛院 ー 愛姫、徳川家斉の長女
  - 養子：徳川斉荘 ー 徳川家斉の十九男